# Diez minutos
Diez minutos es una revista española del género llamado prensa rosa.
La publicación fue fundada por el periodista Joaquín Valdés Sancho y editada por la editorial Gráficas Espejo. Se lanzó el 1 de septiembre de 1951, al precio de 1 peseta y con 24 páginas en blanco y negro. En sus primeros tiempos era una revista de información general. Pero poco después se especializa en personajes de la vida social, la aristocracia y el espectáculo, con artículos sobre eventos sociales.
Está dirigida para un público fudamentalmente femenino, amas de casa y profesionales, de clase media y media-alta.
Según la Oficina de Justificación de la Difusión, su difusión en 2006 era de 393.582 ejemplares.
En los años noventa fue adquirida por el grupo empresarial francés Hachette Filipacchi y en 2011 el grupo se integra dentro de Hearst Communications
Está dirigida por Vicente Sánchez. 
En 2011 el Tribunal Supremo condena a la revista a pagar 48000€ al presentador Andreu Buenafuente por divulgar fotos de él con su pareja sin su permiso.

## Enlaces
- Sitio web oficial
- http://www.hearst.es

- Datos: Q5484478